# 奧伊巴赫河
47°23′29″N 10°17′37″E / 47.39139°N 10.29361°E

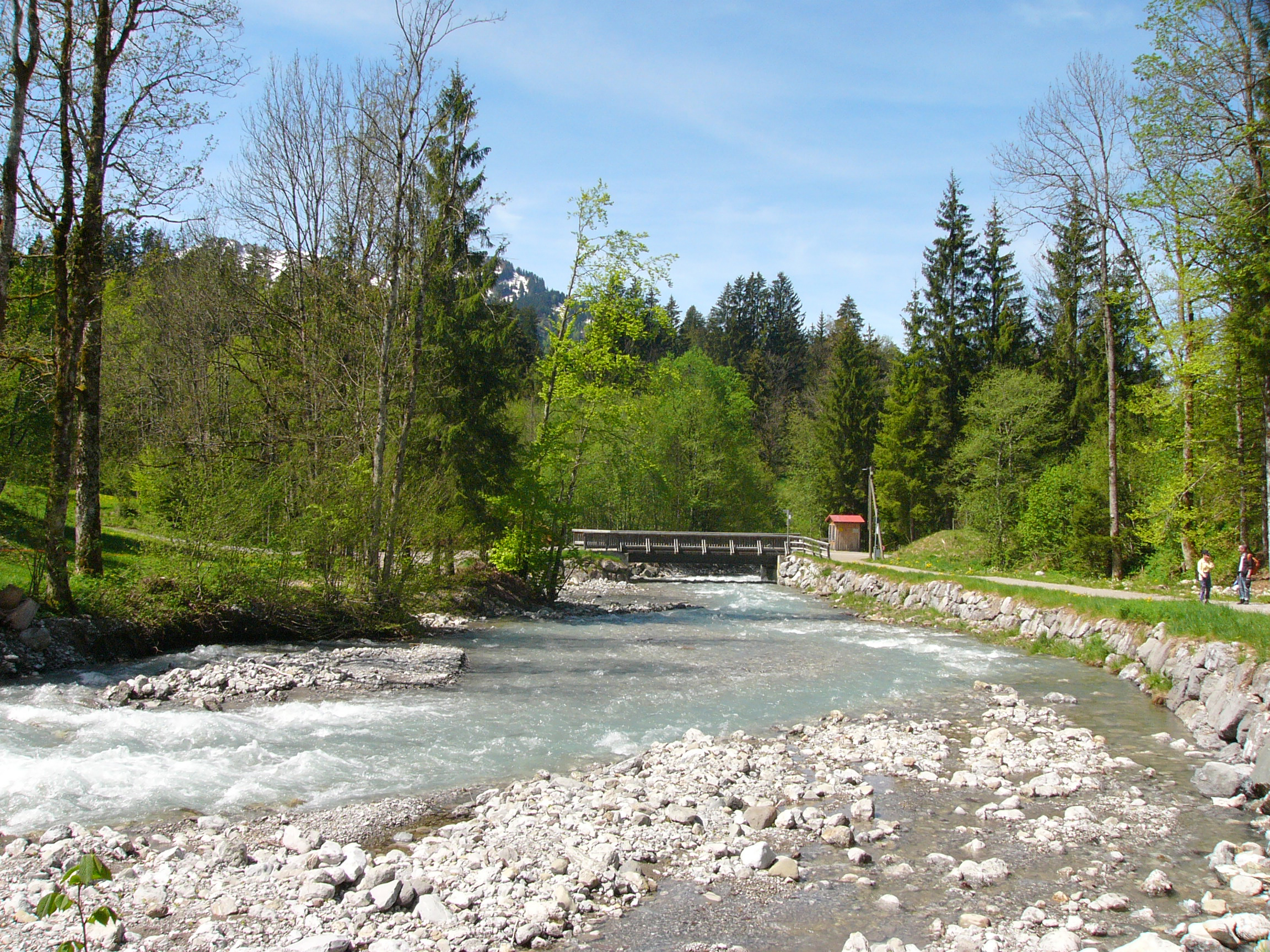
奧伊巴赫河

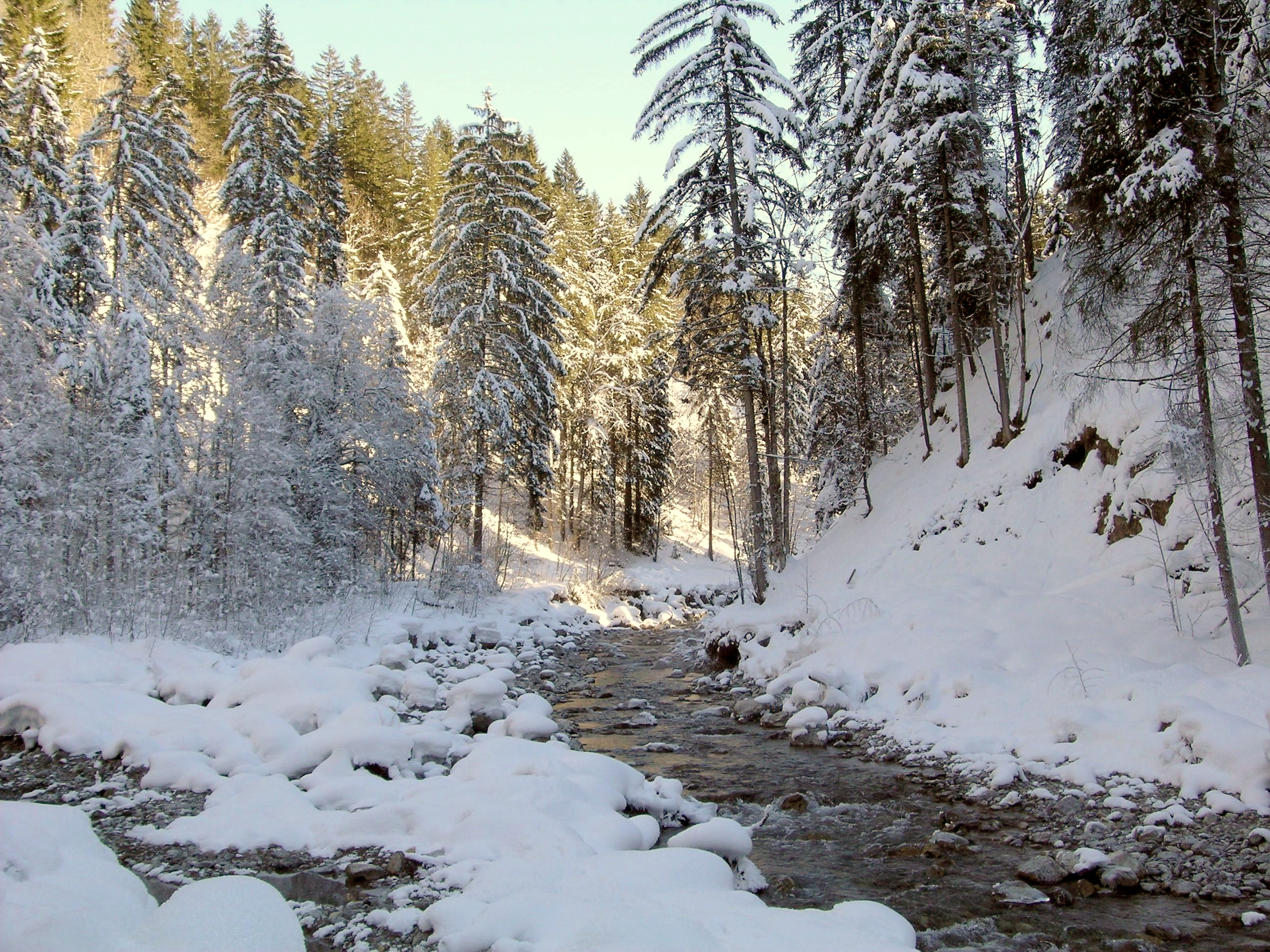
冬季河道兩旁積雪

奧伊巴赫河（德語：Oybach），是德國的河流，位於該國東南部，由巴伐利亞負責管轄，處於上阿爾高縣，河道全長10.2公里，在奧伯斯多夫以南注入特雷塔赫河。